# Természeti katasztrófa

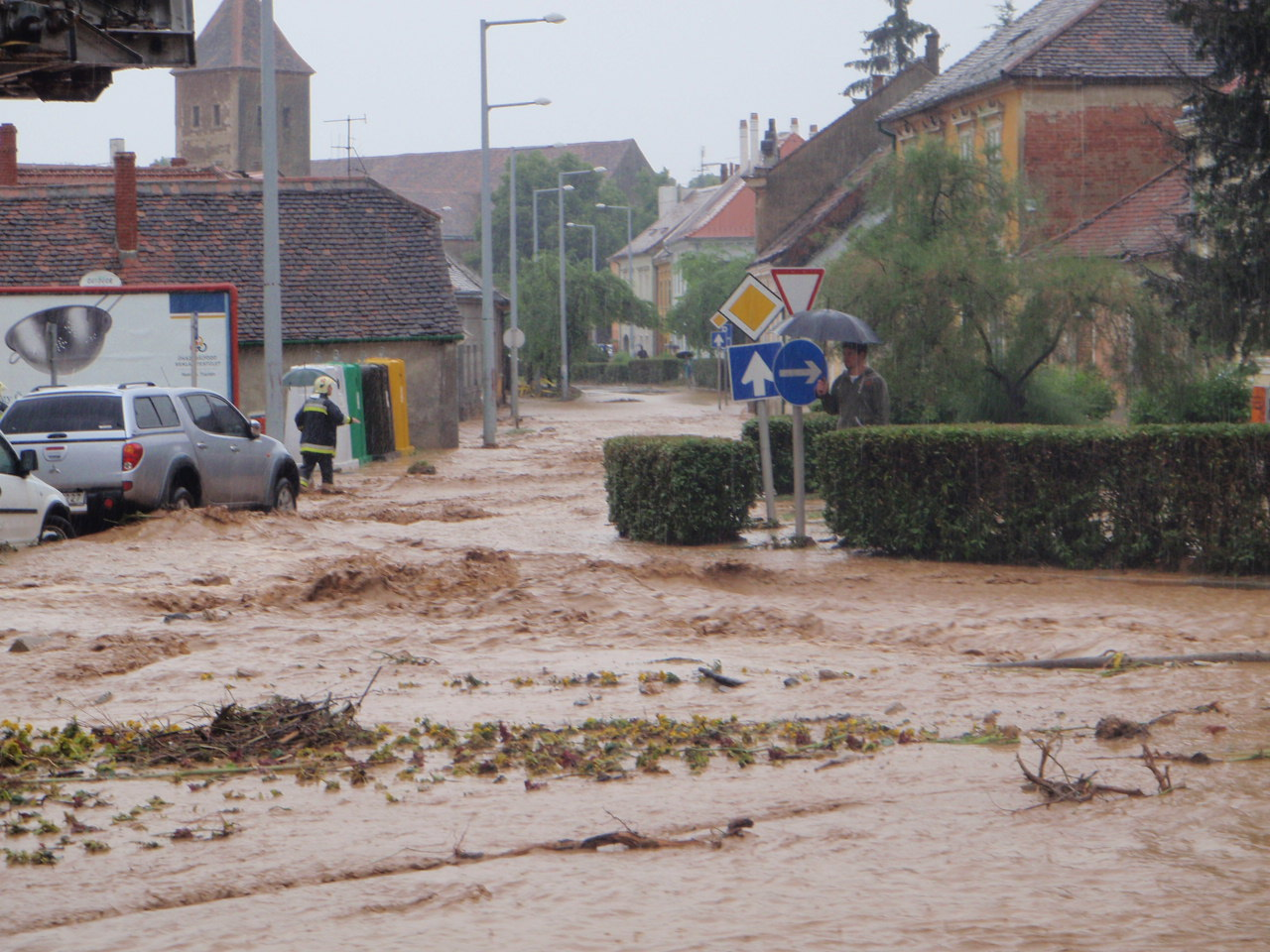
A Kőszegi-hegységről lezúduló folyam Kőszegen (2009. június 24.)

A természeti katasztrófa természeti okokból bekövetkező olyan esemény, amely emberek vagy egyéb élőlények nagy létszámú csoportjának életkörülményeit hosszabb-rövidebb ideig hirtelen és nagy mértékben, negatív irányban befolyásolja. A természeti katasztrófa váratlan vagy elháríthatatlan módon következik be.
Napjainkban – főleg az ebben érdekelt nagy biztosítótársaságok adatai alapján – földrengést, vulkánkitörést, árvizet vagy bármilyen egyéb csapást akkor minősítenek katasztrófának, ha az áldozatok száma meghaladja a húszat, vagy a kár összege a hatmillió dollárt.
Az ember mindent megtesz elkerülésükre, elhárításukra vagy előrejelzésükre. Ez a törekvés hívta létre a világ legjobban működő „politikamentes” szervezeteit: a nemzetközi időjárás-megfigyelést, a trópusi hurrikánokat követő hálózatot, a vulkanológiai és földrengésfigyelő hálózatot (amelynek álma az előrejelzés), a vízügyi együttműködéseket, stb.

## Fajtái

### Geológiai katasztrófák
- vulkánkitörés
  - tefrahullás
  - lávafolyás
  - iszapár (lahar), jégkitörés
  - izzófelhő
  - vulkáni gáz
    - afrikai gyilkos tavak okozta fulladásos halál (a Monoun-tó és a Nyos-tó Kamerunban és a Kivu-tó Ruanda és a Kongói Demokratikus Köztársaság határán)[3][4]

  - vulkáni hamu
- földrengés
- földcsuszamlás, hegy- és partomlás – földcsuszamlást több tényező is okozhat: a heves esőzés, a földrengések, robbantási műveletek, a talaj eróziója (a túlzott fakitermelés, intenzív legeltetés, szántás, felégetés következtében). Veszélyzónák Magyarországon: az egész Duna-mente, Dunaszekcső környéke, Kulcs, Rácalmás, Dunaújváros, a teljes balatoni magaspart Balatonfűzfőtől Balatonvilágosig, a Tihanyi-hegyoldal, a Mátra nyugati oldalán Mátraszentimre környéke, a Tokaji-hegység északi oldalán Telkibánya környéke, Abaújvár, Nyíri, Hollóháza, Bózsva, Pusztafalu.[5]
- a földi mágneses mező gyengülése, pólusváltás. A hawaii lávaalakzatok vizsgálata alapján arra a következtetésre jutottak, hogy a Föld mágneses tere pólusváltozásokat szenved néhány tízezer évtől néhány millió évig tartó periódusok során, átlagosan 250 000 évenként. A legutóbbi ilyen esemény az ún. Brunhes-Matuyama pólusváltozás volt 780 000 évvel ezelőtt.[6]

### Hidrológiai katasztrófák
- cunami
- vihardagály
- lavina
- árvíz
- aszály – éhínség és elsivatagosodás
- jégeső
- havazás, hóvihar [7]
- az Aral-tó kiszáradása
- a Csád-tó kiszáradása

### Klimatikus/légköri katasztrófák
- szélvész
  - tornádó
  - trópusi ciklon, hurrikán
- eljegesedés, kis jégkorszak
- klímaváltozás
  - El Niño és La Niña

### Tűzkatasztrófák
- erdőtűz :Az erdőtüzek súlyos ökológiai károkat okozhatnak. Elpusztítják a növényzetet, ami az élőhelyek elvesztéséhez vezet, és számos állatfaj élete kerül veszélybe. Az erdőtüzek emellett hozzájárulnak a talajerózióhoz, mivel az égett talaj kevésbé képes megkötni a vizet, így a következő esőzések során nagyobb mértékű talajvesztés következhet be. Az emberi közösségekre gyakorolt hatásuk is jelentős. A tűz közvetlen veszélyt jelent az emberi életre és vagyonra, és gyakran eredményez evakuálásokat, lakóházak és infrastruktúra pusztulását. Az erdőtüzek okozta füst súlyosan szennyezheti a levegőt, ami légzőszervi problémákat okozhat, különösen az érzékeny csoportok, mint a gyermekek, idősek és betegek esetében.
- szénlelőhely elégése

### Földönkívüli eredetű katasztrófák
- a Föld összeütközése kisbolygóval vagy üstökössel
- űrvihar – nagy erejű napkitörés
- napszél erőssége vagy gyengesége
- szupernóva-kitörés (Az Éta Carinae, a legközelebbi szupernóvává válható csillag kb. 10 000 fényévnyire van)
- fekete lyuk keletkezése vagy sugárzása
- kozmikus sugárzás felerősödése

### Bioszféra katasztrófák
Növények és/vagy kártevőik okozta katasztrófák
- Szent Antal tüze, azaz anyarozs (Claviceps purpurea) mérgezés
- burgonyavész (Phytpthora infestans) – a nagy írországi éhínség
- szilfavész (Ceratocystis ulmi)
- kávérozsda (Hemileia vastatrix)
- a „kék penész” (dohányperonoszpóra)
- az Opuntia kaktusz kártétele Ausztráliában
- közönséges vízijácint (Eichhornia crassipes)
- az 1950-es évek végén a Panama-kórt okozó talajlakó gomba kipusztította a Gros Michel banánfajtát
- 1963-ban megjelent a Cavendish banánfajtát pusztító Sigatoka-kór

Állatok okozta katasztrófák
- sáskajárás
- burgonyabogár kártétele
- kukoricabogár kártétele
- fehér szövőlepke
- szőlő-filoxéra (Dactulosphaira vitifoliae)
- inváziós fajok kártételei (pl. harlekinkatica, harlekincincér)
- patkányok és a fekete halál (pestis)
- a nyulak túlszaporodása Ausztráliában
- kóbor háziállatok (kutyák, macskák, disznók stb.) elszaporodása okozta károk
- a lemmingek túlszaporodása
- cetek partravetődése

Betegségek, járványok, epidémiák, pandémiák
- malária
- kolera
- TBC
- lépfene
- lepra
- pestis, fekete halál
- influenza, spanyolnátha, madárinfluenza, sertésinfluenza
- SARS, MERS, Covid19-pandémia
- AIDS
- Ebola, Marburg-vírus, és más trópusi vérzéses lázak

## Jövőbeli katasztrófák
- Katasztrófák, amelyekre nem számítunk – „fekete hattyú”-vészhelyzetek 2012-ben
- A tengerszint-emelkedés miatt eltűnő szigetországok: Maldív-szigetek, Kiribati, Tuvalu
- Már úton vannak hozzánk az új paraziták
- A permafrosztba fagyott higany felolvadása
- Ismeretlen, halálos betegségre figyelmeztet a WHO

(Az X-kór egyelőre nem létezik, tudományos szemszögből nézve az „ismert ismeretlen”, az esemény, amiről nem tudni, hogy pontosan mikor, hol és milyen formában, de nagy valószínűséggel be fog következni. Lehet egy idáig teljesen ismeretlen vírus, ami az állatvilágból átugrik az emberekre, lehet egy mesterséges, katonai, biotechnológiai fejlesztés, ami elszabadul, lehet ismert kórokozók mutációja, egyesülése, vagy akár összehangolt terrortámadás eredménye.)